# Louis Toncini
Louis Toncini, né à Marseille le 30 novembre 1907 et mort dans la même ville le 27 décembre 2002, est un peintre français.

## Biographie
Louis Toncini est élève à l'École des beaux-arts de Marseille où il étudie d'abord la sculpture puis la peinture. En 1928 il expose à la galerie-librairie d'art Guibert du Cours Pierre-Puget à Marseille. Peu après il participe au mouvement de la jeune peinture marseillaise et fonde en 1931 avec Leon Cadenel, Antoine Serra, Jean Tognetti, François Diana, le groupe des peintres prolétariens qui s'appellera plus tard peintres du peuple. Il peint le monde du travail et traite des sujets urbains : usines, gares, ports etc. 
Il exerce également une activité de staffeur décorateur pour laquelle il sera sollicité par de nombreux architectes. En 1936, il participe (toujours avec Antoine Serra, François Diana, Leon Cadenel) à la création de la première maison de la Culture de province, soutenu par Louis Aragon,  André Malraux et Jean Giono. 
À la Libération son caractère optimiste prend le dessus: il peint alors des natures mortes, des bouquets, des paysages. Il devient l'une des figures marquantes des peintres du Péano. Ayant acheté une maison dans les Hautes-Alpes il peint également les rives de la Durance, la montagne, des villages, etc.

## Œuvres
. Le Musée Cantini de Marseille conserve une nature morte intitulée Poisson. 